# Cerynea nigropuncta
Cerynea nigropuncta är en fjärilsart som beskrevs av Fletcher 1961. Cerynea nigropuncta ingår i släktet Cerynea och familjen nattflyn. Inga underarter finns listade i Catalogue of Life.